# Ermita de la Virgen del Pinarejo (Aldeanueva del Codonal)

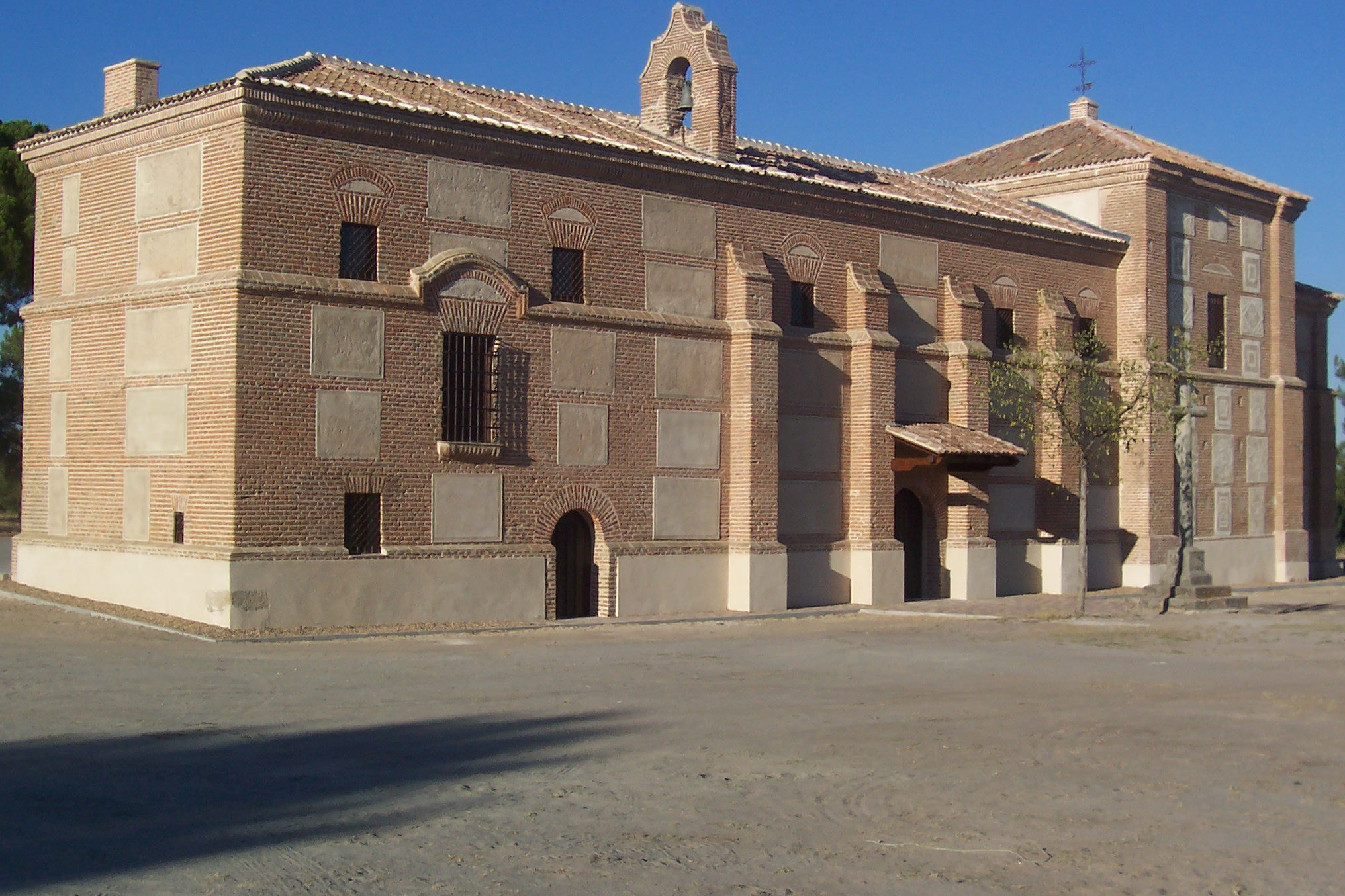

La Ermita de la Virgen del Pinarejo se sitúa a unos tres kilómetros del pueblo de Aldeanueva del Codonal (Segovia). Está cerca del lugar en el que se cruzan la Cañada Real Leonesa Oriental con la carretera de Segovia a Arévalo, lugar del que parte el cordel denominado Camino del Moro, a orillas del río Voltoya y próxima a un manantial conocido como Fuente de la Virgen. En ella se venera la imagen de la Virgen del Pinarejo.
Existió un edificio anterior al que hoy se contempla con el nombre de “Ermita del Pinarexo” o simplemente “El Pinarexo”. Delante de ese edificio debió de erigirse una cruz de granito que se conserva frente a la entrada principal de la ermita, en cuyo pedestal aparece la fecha de 1566
El edificio actual se erige en el mismo sitio en el que se levantó un edificio anterior, de menor tamaño, también dedicado a Nuestra Señora del Pinarejo. 
El aspecto actual de la ermita responde a las reformas y ampliaciones realizadas a lo largo de tres impulsos constructivos fundamentales. En la segunda mitad del siglo XVII se inicia la reforma de la iglesia, desmantelando solamente la cabecera de la antigua ermita y manteniendo en pie el resto del edificio. Con posterioridad, en 1738, se decide la demolición de la nave que quedaba en pie, ejecutándose la actual, quedando la ermita concluida. Hacia 1800 tiene lugar la última campaña constructiva, probablemente por iniciativa de los cofrades, erigiéndose la edificación adosada a los pies de la iglesia para acoger la llamada Sala de los Hermanos o del Cabildo, así como la vivienda del santero.
Se utilizaron en la construcción las tapias de calicanto aprovechando la abundancia de cantos rodados dada la proximidad del río. Se refuerzan con machos de ladrillo en verrugadas y cadenas y en las esquinas, utilizando también el ladrillo para la ejecución de los contrafuertes y una línea de imposta resaltada bajo el nivel de las ventanas, que recorre el perímetro de la Iglesia. El ladrillo se ha empleado también para componer el alzado del zócalo (hoy cubierto por una gruesa capa de mortero de centeno) y formar la línea de cornisa bajo el tejado, explotando al máximo su potencial ornamental en la construcción de los vanos y la espadaña. El pavimento también estuvo ejecutado en ladrillo. Todavía se conservan restos del solado original en la sacristía y el coro.

## El retablo de la ermita

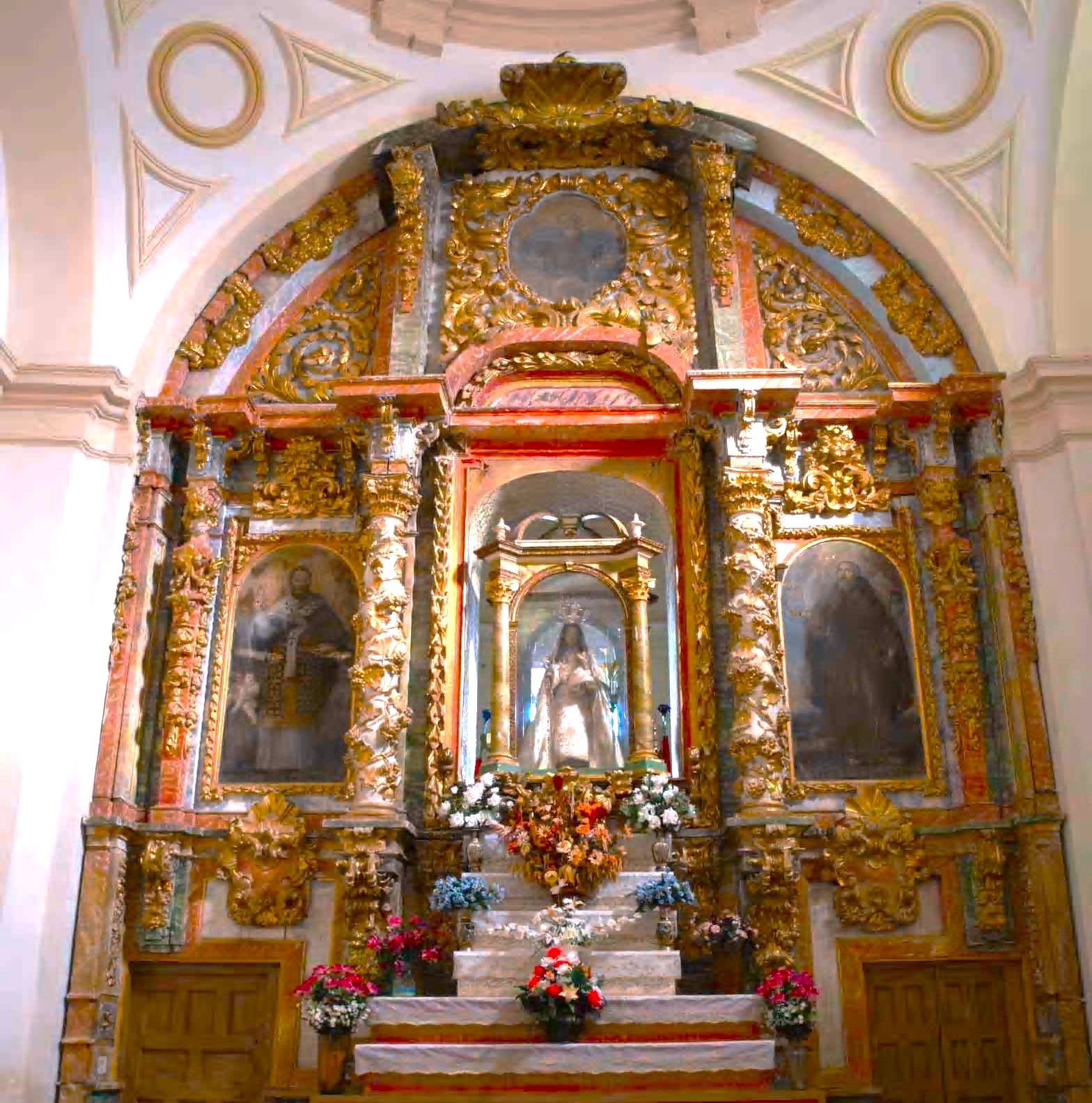

El 5 de agosto de 1699 se firmó la escritura para la realización del retablo. Fue encargado a Juan de Ferreras, que era maestro mayor del Alcázar de Segovia y casas reales del entorno. Entre sus trabajos más destacados está su colaboración en el retablo mayor de la Capilla del sagrario de la catedral de Segovia, sus trazas en los retablos de San Antón y San Gregorio de esa misma catedral, y el retablo mayor de la Iglesia de Nuestra Señora de Miguel Ibáñez. Como maestro de arquitectura realiza obras en el Alcázar de Segovia y en los palacios de San Ildefonso y Valsaín.
El retablo fue encargado por el sacerdote D. Frutos Bartolomé  Olalla y de Aragón que fue maestro de ceremonias de la Real Capilla de su Majestad Felipe V. El precio que pagó fue de ocho mil reales de vellón.
El retablo es un claro ejemplo del barroco de finales del siglo XVII. Consta de un alto banco, un cuerpo principal y un corpulento ático semicircular con lo que se sigue la apariencia de un retablo de tres cuerpos. El camarín de la Virgen está situado en el espacio central. Las calles laterales están ocupadas por dos lienzos que representan a San Nicolás de Bari y a San Frutos, patrón de Segovia.